# Istituto regionale di ricerca educativa
Gli istituti regionali di ricerca educativa, in acronimo IRRE, sono stati enti tecnici promossi dal Ministero della Pubblica Istruzione ed istituiti con DPR 31.05.1974, anno in cui sono nati, fino al 2007, anno in cui sono stati soppressi per essere assorbiti in una Agenzia nazionale per lo sviluppo dell'autonomia scolastica, uno per ogni regione d'Italia. Tali istituti, in precedenza IRRSAE (Istituti di ricerca regionali, di sperimentazione e aggiornamento educativi), erano presenti in tutte le regioni italiane.

## Attività
La funzione degli IRRSAE è stata quella di dare supporto all'amministrazione scolastica ed in particolar modo alle istituzioni scolastiche diffuse sul territorio. Le attività svolte sono state prevalentemente legate alla ricerca educativa indirizzata a raccogliere e ad elaborare e diffondere la documentazione pedagogico-didattica, a condurre studi in campo educativo, a promuovere ed assistere l'attuazione di progetti di sperimentazione, ad organizzare ed attuare iniziative di "monitoraggio" e di aggiornamento sul campo.
Nel documento finale della conferenza IRRSAE, CEDE, BDP svoltasi a Bari nel novembre 1994, si può leggere che "gli IRRSAE sono istituti a dimensione regionale, fortemente radicati nel territorio e capaci di favorire e supportare il processo di autonomia e di innovazione della scuola".
L'accesso agli IRRSAE per i "comandati" (cioè per il personale scolastico che entrava nella struttura regionale pur rimanendo, dal punto di vista giuridico, nel ruolo e nella sede dove prestava servizio) era conseguente a concorso per titoli nelle varie sezioni.
Importante ruolo hanno svolto i vari team regionali degli IRRSAE con l'attività di monitoraggio della formazione in servizio degli insegnanti (MONIFORM) promossa dal Ministero della Pubblica Istruzione, con modalità di indagine vertenti sull'utilizzo dell'intervista e del focus group a dirigenti e docenti.